# Volksbank Schnathorst
Die Volksbank Schnathorst eG war eine Genossenschaftsbank in der ostwestfälischen Gemeinde Hüllhorst und im Ortsteil Obernbeck der Stadt Löhne. Im Jahr 2023 fusionierte die Bank mit der Volksbank Lübbecker Land eG.

## Geschichte
Die Förderung der Mitglieder war am 28. März 1896 der Antrieb der 27 Gründungsmitglieder des Schnathorster Spar- und Darlehnskassenvereins – nach Generalversammlungsbeschluss in 1979 hieß die Bank Volksbank Schnathorst eG. Die Bank hatte vier Standorte in der Gemeinde Hüllhorst und im Löhner Stadtteil Obernbeck. Bis 1919 diente das Wohnzimmer des Rendanten Rahmann, danach ein Anbau des Hauses Niehus, Am Bahnhof 17, als Geschäftslokal. Ab 15. November 1953 war das Gebäude in der Schnathorster Str. 209, das in den Jahren 1973, 1984 und 2007 dem jeweiligen Geschäftsumfang und den Anforderungen einer modernen Bank angepasst wurde, die Hauptstelle. 

## Geschäftsgebiet
Die Bank war in der Gemeinde Hüllhorst und im Ortsteil Obernbeck der Stadt Löhne aktiv. Geschäftsstellen bestanden in Hüllhorst, Schnathorst, Oberbauerschaft und in Obernbeck.

## Ökostrom am Bankschalter
Die Volksbank Schnathorst bot seit Oktober 2012 exklusiv für ihre Mitglieder die Möglichkeit, günstige und ökologische Energie über die Genossenschaft „meine Energie eG“ zu beziehen. 

## Ausbildung
Die Volksbank Schnathorst beschäftigte zuletzt sechs Auszubildende zur/zum Bankkauffrau/-mann.